# Джолли, Итан
Итан Джолли (англ. Ethan Jolley; 29 марта 1997, Гибралтар) — гибралтарский футболист, защитник клуба «Сент-Джозефс» и сборной Гибралтара.

## Биография

### Клубная карьера
На взрослом уровне начинал играть в клубе чемпионате Гибралтара «Колледж Европа». В январе 2015 года подписал контракт с «Линкольн Ред Импс», в составе которого сыграл в домашнем матче второго отборочного раунда Лиги чемпионов УЕФА против датского «Мидтьюлланна». Осенью того же года он был отдан в аренду в клуб «Линкс». После окончания аренды, Джолли покинул «Линкольн» и стал игроком клуба «Монс Кальп», где провёл один сезон. В 2017 году вернулся в «Европу».

### Карьера в сборной
После вступления Гибралтара в УЕФА, Джолли стал выступать за сборную страны на юношеском и молодёжном уровнях. Был капитаном юношеских сборных. В основную сборную Гибралтара впервые был вызван ещё в 2015 году на матч против Шотландии, однако на поле не вышел. Регулярно стал приглашаться в сборную с 2018 года, но дебютировал за неё только 26 марта 2019 года в товарищеском матче со сборной Эстонии, в котором вышел на замену на 90-й минуте вместо Тиджея Де Барра.

## Достижения
«Европа»
- Обладатель Кубка Гибралтара (2): 2017/18, 2019
- Обладатель Суперкубка Гибралтара: 2019

## Личная жизнь
Его отец Терренс Джолли (р. 1969) — футбольный тренер. С 2013 по 2016 год возглавлял сборную Гибралтара до 19 лет.